# 上海师范大学
上海师范大学（英文：Shanghai Normal University，缩写：SHNU，简称：上海师大、上师大），是一所位于中国上海市的研究型公立大学，上海市人民政府同中华人民共和国教育部省部共建，属三所市重点大学之一（另外两所为上海大学同上海理工大学）。目前该校在上海共有2个校区，分别位于徐汇区以及奉贤区。学校排名USNEWS2019世界大学排行榜中国内地高校84位，QS2019亚洲大学排行榜中国内地高校50位。根据2019年自然指数综合排名，学校在中国大学顶尖论文指数排名第12。在2019年的软科2019中国最好学科排名中，学校共有20个学科上榜，上榜学科总数居中国内地高校第84位。连续多年进入英国《泰晤士高等教育》QS亚洲大学排行榜200强，2013年，位于亚洲大学排名181位。在2014年的QS世界大学排名中，学校QS学术论文总被引数方面排名为378位，进入世界大学前400名。
上海师范大学源于1954年创办的上海师范专科学校，后经国务院批准，在该校基础上分别成立了上海第一师范学院和上海第二师范学院。1958年，两院合并，成立上海师范学院。院长由时任国务院总理周恩来亲自任命的第一师院院长、著名教育家廖世承再度出任。时任中国科学院首任院长的文学家、历史学家郭沫若为上海师范学院亲笔题写了校名。1984年，由上海市政府批准上海师范学院正式更名为上海师范大学。

## 概况
上海师范大学是上海市重点建设大学、上海市高水平地方高校（学科）建设试点单位，入选国家“111计划”、国家建设高水平大学公派研究生项目、国家“特色重点学科项目”建设高校、教育部人文社会科学重点研究基地、教育部卓越教师培养计划实施院校、“国培计划”、国家级大学生创新创业训练计划、国家级新工科研究与实践项目、中国政府奖学金来华留学生接收院校、国务院侨办华文教育基地、上海市外国留学生预科基地、上海市首批深化创新创业教育改革示范高校，沪港大学联盟成员，中国高校创新创业教育联盟理事单位，是一所以文科见长并具教师教育特色的文、理、工、艺学科协调发展的综合性大学。专业覆盖文学、哲学、历史学、理学、工学、经济学、管理学、法学、教育学、艺术学、农学等诸多学科门类。
截至2019年12月，学校设有19个学院，拥有在读全日制本科学生20000多人，研究生8000多人，留学生总数2700多人。学校现设88个本科专业；一级学科博士学位点9个，一级学科硕士学位点32个，专业学位硕士点16个；9个博士后流动站。学校现有1个国家重点学科；11个上海市重点学科；11个学科进入上海市高峰高原学科；4个教育部高等学校特色专业建设点；1个教育部和上海市本科专业综合改革试点专业；3个教育部卓越教师培养计划改革项目；1个国家级新工科研究与实践项目；8个上海市属高校应用型本科试点专业建设项目；18个上海市本科教育高地建设项目。5个学科进入ESI前1%学科。
学校拥有国家、上海市、市教委重点学科，教育部、上海市重点实验室和研究基地。现有1个国家文科基础学科人才培养和科学研究基地；1个国家重点培养人才基地；1个教育部人文社会科学重点研究基地；1个教育部国际教育研究培育基地；1个教育部区域与国别研究培育基地；1个教育部第一批中华优秀传统文化传承基地；1个教育部重点实验室；1个教育部国际合作联合实验室；1个教育部创新团队；1个教育部国际合作与交流司备案的国别和区域研究中心；1个上海市重点智库；1个上海高校智库；3个上海市重点实验室；1个上海市国际联合实验室； 2个上海高校重点实验室；2个上海市工程技术研究中心；1个上海市协同创新中心；1个上海市野外科学观测研究站；12个上海市人文社科研究和决策咨询基地；4个上海市高校E-研究院；1个上海市卓越新闻传播人才培养基地。2017年，联合国教科文组织二类机构“教师教育中心”落户学校，进一步提升学校教师教育的全球影响力。学校主办或承办25种学术期刊，其中《高等学校文科学术文摘》是全国三大社会科学文摘期刊之一。
学校科研实力雄厚。“十三五”以来，学校共获得国家级项目407项，其中国家社科基金重大招标项目18项，教育部哲学社会科学研究重大课题攻关项目2项，国家哲学社会科学成果文库2项，国家重点基础研究发展计划（973）项目1项（子课题），国家重点研发计划16项（含子课题15项），国家自然科学基金重点项目8项（含3项合作），国家自然科学基金重大研究计划项目2项（含1项合作）；各类省部级项目406项，获得省部级及以上优秀成果奖励66项。2017年学校各类国家社科基金和教育部人文社科项目立项数分别排名全国第12位和第9位。2019年，学校获26项国家社会科学基金项目，立项数在全国所有申报单位中排名第28位，在全国师范大学中排名第9位，在上海高校中排名第2位。学校师资队伍结构合理，优秀拔尖人才辈出。现有教职员工2917人，具有副高及以上专业技术职务人员1124人，其中国家级人才50人次，省部级人才289人次。
学校重视国际化办学，对外交流合作广泛。被列入来华留学生中国政府奖学金院校以及上海市外国留学生预科基地。学校与全球六大洲40多个国家和地区的近400个高校和组织建立了交流合作关系。与美国、英国、德国、荷兰、俄罗斯、法国等六个国家的7所高校合作举办10个中外合作办学项目。在日本广岛福山大学、非洲博茨瓦纳大学和美国密苏里大学建有三所孔子学院。

## 历史

### 上海师专时期
- 1954年7月5日，上海师范专科学校成立，位于上海虹口区西体育会路（现中山北一路）441号。
- 1955年8月9日，新校舍主要建筑群竣工，校舍整体设计为庭院式古建筑风格，所有建筑物均是红砖墙大屋顶，近1万平方米的5层教学大楼坐落在校园中央，是当时漕河泾地区的制高点。建设期间为了学校基建施工方便，市工务局还决定特辟一条新马路，命名桂林路（现漕宝路至学校门口一段路）。
- 1955年8月18日，学校即由西体育会路迁来桂林路新址，即现徐汇校区。
- 1955年9月，学校藏书实有图书67798册。迁来桂林路新址后，有了新建的独立的图书馆。

### 一师院、二师院时期
- 1956年5月8日，中央教育部正式通知上海市教育局：为适应上海市中等学校师资的需要，经国务院批准，1956年暑假后上海新成立师范学院一所，同时将上海师专改建为师范学院，校名分别定为上海第一师范学院和上海第二师范学院。上海第一、第二师范学院是文理分科的两所学院，两院本、专科兼设。一师院培养中等学校文科师资；二师院培养中等学校理科师资。
- 1956年7月14日，上海市副市长刘季平在上海师专全体师生员工大会上宣布两所师院正式成立，并宣布了两院负责人名单。时任国务院总理的周恩来任命著名教育家廖世承为第一师院院长，陈云涛为副院长；第二师院院长则由时任上海市教育局局长陈琳瑚兼任，刘芳、沈德滋任副院长。1956年9月11日由中共上海市委组织部转发中央及市委批复的上述任命。
- 1956年9月3日，上海第一师范学院开学。
- 1956年9月5日，上海第二师范学院开学。

### 上海师院时期
- 1958年7月22日，创办刚满两年的上海第一、第二师范学院，合并成为上海师范学院,一所以文理为主的综合性师范学院。著名教育家廖世承先生担任第一任上海师范学院院长。原与第二师院相邻的上海音乐学院旧址，划归上海师范学院，成为上海师院东部，全院总面积占地558.65亩。12年来，不少学科相继脱颖而出，如外国文学翻译家朱雯，中国古典文学专家马茂元，现代汉语专家张斌，中国古代史专家程应镠，中国近代史专家魏建猷，光学专家沈德滋等。
- 1961年上海市松江师范专科学校(大专部分)并入上海师范学院。
- 1965年并入(合署)上海师范学院 ,1966年文革后停办。
- 1972年至1978年上海师范学院与华东师范大学、上海体育学院、上海教育学院、上海半工半读师范学院合并，定名为“上海师范大学”，总部设在华东师范大学校址内。上海师范学院建制被撤销。[6]
- 1978年8月，学校从“上海师范大学”分离，上海师范学院复建，自1978年起开始招收研究生共设立25个硕士招生、专业。图书馆建设复校后有很大发展，“文革”前藏书76万册（包括外文图书5.8万册），1978年复校初为101万册（包括外文图书7.3万册）。此时出现了“上海师范大学”与“上海师范学院”共存的局面，直至1980年华东师大恢复原名。
- 1983年，学校成立夜大学。（在1958年举办函授教育基础上，建立夜大学，1988年成立成人教育处，1992年成立成人教育学院，1999年改名为继续教育学院，至今已走过半世纪的办学历程)。

### 上海师大时期
- 1984年，上海市政府批准上海师范学院更名为上海师范大学。
- 1985年，上海师范学院(分院)升格为上海技术师范学院。
- 1997年，上海技术师范学院撤销,并入上海师范大学，成立新的上海师范大学。
- 1997年9月至2003年8月，上海师范高等专科学校、南林师范学校黄陵卫生保健师范部、上海行知艺术师范学校、上海师资培训中心、上海旅游高等专科学校等先后并入或划归上海师范大学管理。
- 2002年4月8日，与中国科学院上海天文台合作成立“天体物理联合研究中心”。
- 2003年8月，上海旅游高等专科学校并入上海师范大学，成立上海师范大学旅游学院。合并后的学校（院）现为全国唯一一所旅游类国家示范性高职院校、世界旅游组织（WTO）附属成员、联合国亚太经社会亚太旅游教育培训机构（APETIT）执委会副主席、亚太旅游协会会员（PATA）、国际展览产业联盟（IEIA）成员，中国旅游协会教育分会副会长单位，上海旅游行业协会旅游教育分会会长单位，上海旅游职业教育集团理事长单位。学校（院）分别是中国旅游名校T10联盟成员和中国旅游院校五星联盟成员。
- 2007年3月，学校与共青团上海市委共建的、旨在培养高层次青少年教育与研究人才的二级学院上海师范大学青年学院挂牌成立。
- 2008年10月，原数理信息学院计算机系与通信工程系并入原机械与电子工程学院，成立信息与机电工程学院。
- 2008年10月29日，成立了马克思主义学院，这是上海高校中首个独立的、直属于学校领导的马克思主义理论教学科研的二级机构。
- 2009年6月30日，在原哲学系的基础上成立了哲学学院。同年11月，在哲学学院的基础上又成立了国际儒学学院。
- 2012年9月29日，原商学院与金融学院正式合并，成立新的商学院。
- 2013年3月20日，与中国科学院紫金山天文台合作成立“南极天文台国家重大科技基础设施科学研究和人才培养基地”。
- 2014年5月10日，学校在原研究生处的基础上成立研究生院。7月，学校入选上海市卓越新闻传播人才教育培养基地。11月，植物种质资源开发中心入选首批“上海市协同创新中心”。12月，学校入选教育部卓越教师培养计划改革项目名单。
- 2015年2月，上海师范大学研究生院主导建设的教育硕士实践基地“上海市实验学校实践基地”入选首批全国教育硕士专业学位研究生联合培养示范基地。3月，学校与中国科学院上海微系统与信息技术研究所、中国科学院上海技术物理研究所、中国科学院上海硅酸盐研究所、中国科学院上海有机化学研究所合作共建的“上海师范大学联合科技创新中心”揭牌。
- 2016年1月，由学校联合新加坡国立大学、美国普林斯顿大学共同组建的教育部“资源化学国际合作联合实验室”获批。5月，上海教师教育创新发展中心落户学校。6月，上海师范大学马克思主义学院入选首批上海高校示范马克思主义学院建设名单。
- 2017年8月，被认定为上海市首批深化创新创业教育改革示范高校。9月，入选教育部“卓越中学教师培养计划”实施院校。11月，上海首家联合国二类机构“联合国教科文组织教师教育中心”落户学校。
- 2018年3月，入选教育部首批“新工科”研究与实践项目。4月，学校获得首届“上海市文明校园”称号；教育部确定上海师范大学等14所高校为“国培计划”中小学名师领航班培养基地。5月，学校发起的“现代地方大学国际联盟”（UCM）正式启动。6月，首批入选上海高等学校一流本科建设引领计划。8月，学校入选国家“111计划”。11月，成为沪港大学联盟创始成员；学校与中国科学院城市环境研究所、上海市环境科学研究院签署战略合作协议；入选教育部第一批中华优秀传统文化传承基地；首家上海市重点智库（上海全球城市研究院）落户学校。12月，学校加入中国高校创新创业教育联盟成为理事单位。
- 2019年1月，入选上海市高水平地方高校（学科）建设行列。4月，首批入选上海高等学校一流研究生教育引领计划。5月，上海市大学生文创实践基地授牌暨工作启动会议在上海师范大学举行，学校成为首批十家上海市大学生文创实践基地之一；中国银行上海师范大学科技金融实验基地正式运营。11月，学校与上海市城乡建设和交通发展研究院签署战略合作协议。

## 人才培养
- 建校60多年来，学校培养了10余万名各级各类人才。
- 在上海中小学中，近70%的中小学教师和近70%的中学校长都是该校的毕业生，其中有一批杰出的代表人物，如上海市首届教育功臣唐盛昌和刘京海 、全国优秀校长吴小仲和高润华、上海市首届师德标兵童莹莹和张育青等是该校毕业生中从事教育事业的杰出代表。

## 学科研究
- 1个国家重点学科：比较文学与世界文学
- 1个教育部人文社会科学重点研究基地：都市文化研究中心
- 1个教育部重点实验室：资源化学实验室
- 3个上海市高校E－研究院：都市文化、计算科学、比较语言学
- 2个上海市重点实验室：星系与宇宙学半解析；稀土功能；
- 3个上海市重点人文与社会科学研究基地：应用语言学研究所 中国近现代社会史研究所 中国传统思想研究所

## 校园风光
现有徐汇和奉贤两个校区，占地面积153万多平方米。校舍建筑面积65万多平方米。两个中心图书馆藏书317.94万册；有100多个电子文献数据库和8个具有馆藏特色的自建数据库；馆藏古籍近12万册，善本古籍1350多种，于2009年被授予“全国古籍重点保护单位”。建在学校的上海高校瓷器艺术博物馆是上海市十大高校民族文化博物馆之一。

### 徐汇校区

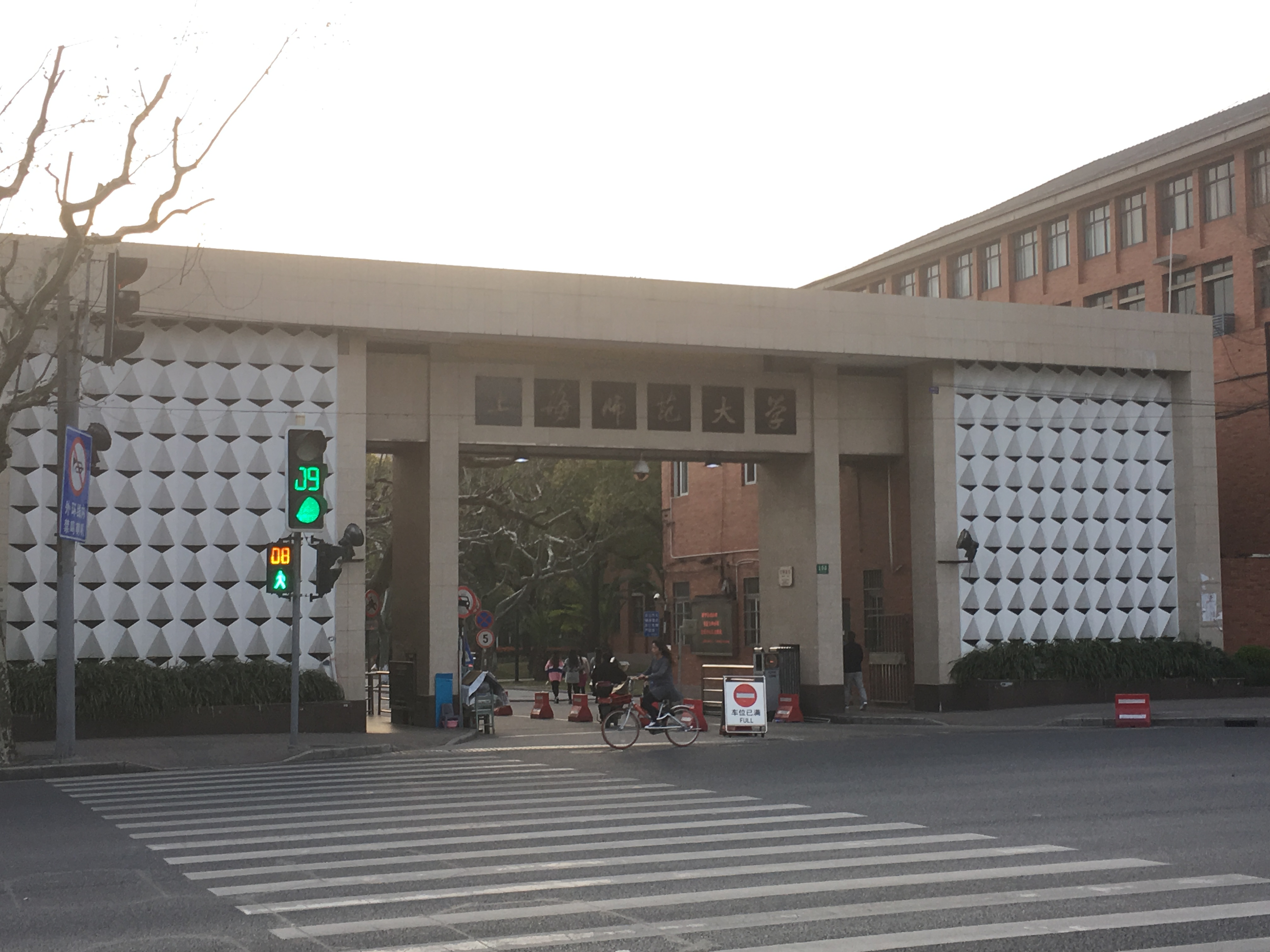
上海师范大学徐汇校区正门

徐汇校区是学校的本部，占地约为700亩，校区坐落于上海市徐汇区桂林路，跨桂林路而成东、西两部分。东部主要为文史类院系，西部主要为理工类院系。东部境內有學思湖。校区内有中国大陆第一座为中韩慰安妇受害者树立的塑像。

### 奉贤校区
奉贤校区占地约1200亩，坐落于上海市奉贤区东海之滨、毗邻奉新镇、海滨度假区。距离拥有碧海金沙之称的人工海滨度假村仅20分钟车程，校区拥有4个大型学生食堂。奉贤校区绿化率非常高，草地开阔，空气清新，为学生们创建了良好的户外活动场地及学习的环境。

### 上海师范大学博物馆
2002年5月18日建成开馆，位于徐汇校区文苑楼四楼。是由文物馆、生物标本馆、地质标本馆和园艺馆组成的综合性博物馆，展品有玉器、青铜器、陶瓷、碑帖、书法、绘画、唐卡、服饰、刺绣等类别。

### 中国慰安妇历史博物馆
2016年10月22日，中国“慰安妇”历史博物馆开馆。

## 社团活动
目前上海师范大学共有各类学生社团72个。

## 院系设置
以下为2019年上海师范大学本科招生专业

| - 人文学院 - 汉语言文学（师范） - 历史学（师范） - 汉语言文学（基地班） - 古典文献学 - 档案学 - 世界史 - 影视传媒学院 - 广告学 - 广播电视学 - 编辑出版学 - 戏剧影视文学 - 表演 - 广播电视编导 - 播音与主持艺术 - 动画 - 摄影 - 马克思主义学院 - 思想政治教育 - 哲学与法政学院 - 哲学 - 法学 - 社会工作 - 行政管理 - 劳动与社会保障 - 法学 - 人力资源管理 - 外国语学院 - 英语（师范） - 英语 - 日语 - 法语 - 旅游学院 - 旅游管理 - 酒店管理 - 会展经济与管理 | - 教育学院 - 学前教育 - 小学教育 - 公共事业管理（师范） - 教育技术学（师范） - 应用心理学 - 对外汉语学院 - 汉语言（仅招收留学生） - 汉语国际教育 - 环境与地理科学学院 - 地理科学（师范） - 环境工程 - 地理信息科学 - 人文地理与城乡规划 - 数理学院 - 数学与应用数学（师范） - 物理学（师范） - 数学与应用数学 - 信息与计算科学 - 统计学 - 物理学 - 应用物理学 - 化学与材料科学学院 - 化学（师范） - 应用化学 - 化学工程与工艺 - 生命科学学院 - 生物科学（师范） - 科学教育 - 生物科学 - 生物技术 - 食品安全与检测 - 园艺（中荷合作） - 体育学院 - 体育教育 - 社会体育指导与管理 | - 信息与机电工程学院 - 计算机科学与技术（师范） - 电子信息工程 - 电气工程及其自动化 - 通信工程 - 计算机科学与技术 - 机械设计制造及其自动化 - 电子信息工程（中美合作） - 机械设计制造及其自动化（中美合作） - 汽车服务工程（中德合作） - 建筑工程学院 - 工程管理 - 土木工程（道桥工程） - 土木工程（中英合作） - 商学院 - 经济学 - 财务管理 - 电子商务 - 资产评估 - 金融学 - 金融工程 - 保险学 - 投资学 - 信用管理 - 经济学（中美合作） - 广告学（中法合作） - 经济学（中法合作） - 音乐学院 - 音乐学（师范） - 音乐表演 - 音乐表演（中俄合作） - 录音艺术 - 舞蹈学 - 美术学院 - 美术学（师范） - 视觉传达设计 - 环境设计 - 产品设计 - 中国画 - 雕塑 - 绘画 - 继续教育学院 - 教育硕士管理中心 - 研究生院 |  |

## 科研机构

### 研究所
| - 古籍整理研究所 - 教育科学研究所 - 心理学研究所 - 文学研究所 - 哲学研究所 - 高等教育研究所 - 地域研究所 - 小学教育研究所 - 陶瓷艺术研究所 - 语言研究所 - 长江文化研究所 - 学科教育研究所 - 艺术教育研究所 | - 中小学教育实验研究所 - 应用语言学研究所 - 现代教育研究所 - 人力资源开发与管理研究所 - 宗教研究所 - 法与社会发展研究所 - 儿童文学研究所 - 知识与价值科学研究所 - 中国创意产业研究所 - 敦煌吐鲁番学研究所 - 高等职业教育研究所 - 数学科学研究所 - 计算机应用技术研究所 | - 遗传研究所 - 微生物与免疫研究所 - 应用生态研究所 - 应用化学研究所 - 工程食品研究所 - 环境科学与工程研究所 - 应用技术研究所 - 虚拟技术研究所 - 汽车与动力技术研究所 - 基因功能研究所 - 公共管理与社会政策研究中心暨上海改革与发展战略研究所 - 哲学与跨文化研究所 |

### 研究中心
| - 当代中国经济研究中心 - 中国近代社会研究中心 - 逻辑学研究中心 - 教育技术研究中心 - 都市文化研究中心 - 中国慰安妇问题研究中心 - 非洲研究中心 - 宋史研究中心 - 世界电影研究中心 - 孙中山宋庆龄研究中心 - 中学历史教育研究中心 - 对外汉语教学研究中心 - 女性研究中心 - 中国新广告研究中心 - 小学教师教育研究中心 - 当代马克思主义研究中心 - 小学语文教学研究中心 - 社区学院发展研究中心 - 南极天文台国家重大科技基础设施科学研究和人才培养基地 | - 跨学科研究中心 - 经济伦理研究中心 - 域外汉文古文献研究中心 - 电子政务信息资源研究中心 - 中国美学研究中心 - 中国文化史研究中心 - 比较教育研究中心 - 天体物理联合研究中心 - 旅游发展研究中心 - 城市信息研究中心 - 科技策划与传播中心 - 数字传媒艺术中心 - 法与社会发展研究中心 - 陶行知研究中心 - 中国文化研究中心 - 中国近代社会研究中心 - 中欧城市比较研究中心 - 动力系统与应用联合研究中心 | - 分析测试中心 - 预防职务违纪违法犯罪研究中心 - 中意经济与文化研究中心 - 金融工程研究中心 - 亚洲学研究中心 - 精神文明建设研究中心 - 中国劳动问题研究中心 - 上海师范大学心理测评中心 - 社会学研究所 - 青年文化研究中心 - 中-澳可持续旅游与环境管理研究中心 - 科学教育研究中心 - 环境科学与工程研究中心 - 池田大作思想研究中心 - 统战理论研究中心 - 艺术研究中心 - 上海师范大学.广岛大学文化教育联合研究中心 |

### 研究室
| - 中国革命与建设研究室 - 政治学研究室 - 伦理学研究室 - 儿童发展与家庭研究中心 - 美育研究室 | - 应用物理研究室 - 化学教育研究室 - 电化学研究室 - 光催化研究室 - 物理教育研究室 | - 有机合成研究室 - 新技术开发研究室 - 智能系统研究室 - 数学模型设计研究室 |

## 附属机构
- 上海市实验学校，上海市实验学校前身是上海师范大学教育科学研究所"中小学教育体系整体改革实验班"，1986年学校由上海市人民政府发文成立，1987年江泽民同志亲自参加学校落成典礼并题写校名。
- 上海师范大学附属中学，上海师范大学附属中学是市教委与上海师范大学双重领导的市首批实验性、示范性高级中学，创建于1958年。
- 上海师范大学第二附属中学，上海师范大学第二附属中学的前身是创建于1976年的“石化一中”，隶属于上海石化股份公司。1985年由金山区人民政府、上海石化股份公司、上海师范大学三方联办，改名为上海师范大学第二附属中学。2009年成为金山区实验性示范性高中。
- 上海师范大学第三附属实验学校，上海师范大学第三附属实验学校（前身为“上海师范大学第三附属中学”）是徐汇区教育局重点打造的一所九年一贯制学校，由上海师范大学与徐汇区教育局合作办学
- 上海师范大学第四附属中学，上海师范大学第四附属中学是市教委直属学校，东邻星火开发区，南枕杭州湾，西接上海师范大学（奉贤校区）。
- 上海师范大学附属外国语中学，上海师范大学附属外国语中学地处松江老城区，是一所公立转制完全中学，也是由上海市教委命名的上海市双语实验学校。
- 上海师范大学幼儿园，上海师范大学幼儿园坐落于桂林路70弄幽静的师大新村内，于1957年6月创办，是一所招收2—6岁孩子的托幼一体化幼儿园。
- 上海师范大学附属喀什中学，前身為喀什六中，是上海對口援建新疆的一部分。2019年4月14日在喀什六中签约揭牌成立[11]。
- 浦明師範附屬小學，成立於1986年，成立時是上海師範大學教育科學研究所的實驗基地。[12]

## 历任校（院）长

### 上海师范专科学校
- 陈琳瑚（兼） 1954.09-1956.07
- 刘芳 1956.07

### 上海第一师范学院
- 廖世承 1956.07-1958.07

### 上海第二师范学院
- 陈琳瑚（兼） 1956.07-1958.07

### 上海师范学院
- 廖世承 1958.07-“文化大革命”
- 王乐三 1978.08-1983.12
- 朱鸿鄂 1983.12-1984.10

### 上海师范大学
- 朱鸿鄂 1984.10-1986.06
- 王邦佐 1988.07-1996.06
- 杨德广 1996.06-2003.01
- 俞立中 2003.01-2006.01
- 李进 2006.01-2011.06
- 张民选 2011.06-2014.06
- 朱自强 2014.06-2021.05
- 袁雯[2] 2021.05-

## 任教学者
- 哲学与宗教：陈卫平、方广錩、李申、王建平、顾卫民
- 文学：王纪人、张谊生、孙逊、李时人、曹旭、徐时仪、梅子涵、潘悟云、孙景尧、姚蓬子、郑克鲁、齐沪扬、范开泰、陈昌来、张斌
- 语言学：蔡龙权、李照国、卜友红、顾大僖
- 历史学：历史文献学：戴建国、汤勤福、 严耀中、虞云国、唐力行、萧功秦、周育民、邵雍
- 广告学：金定海
- 电影学：任仲伦、汪天云、顾伟丽、王方
- 心理学：廖世承、李伯黍、燕国材、傅安球、岑国桢、卢家楣

## 校友
- 李源潮，中华人民共和国副主席。[13]
- 王沪宁，中共中央政治局委员、中共中央政策研究室主任。[14]
- 崔天凯，中华人民共和国驻美利坚合众国特命全权大使。[15]
- 徐麟，中共中央宣传部副部长、国务院新闻办公室主任，1982年毕业于上海师范学院政教系共青团工作专业。
- 李君如，中共中央党校副校长、研究员、博士生导师。第十届全国政协委员、全国政协文史和学习委员会委员。2008年3月任11届全国政协常委。
- 唐振琪，外交部办公厅主任、驻希腊大使，1966年8月毕业于上海师范学院外语系。
- 冯国勤，中共上海市委常委、上海市常务副市长、上海市政府党组副书记；第三届中国经济社会理事会副主席，第十一届全国政协委员，上海师范大学80级校长班学员。
- 郁雨君，著名儿童文学作家，1997—1999年在上海师范大学儿童文学硕士专业学习。
- 殷健灵，现任上海作家协会理事，《新民晚报》主任编辑，曾获获第四届上海市十大文化新人、首届《儿童文学》青年金作家称号，著名儿童文学作家，1999—2001年在上海师范大学儿童文学硕士专业学习。
- 彭懿，浙江师范大学儿童文化研究院专职研究员，著名儿童文学作家、理论家，著有《西方现代幻想文学论》、《图画书：阅读与经典》、夏壳壳系列小说等。2005—2008年在上海师范大学儿童文学博士专业学习。
- 梅子涵，著名儿童文学作家，中国作家协会会员。现任上海师范大学人文学院儿童文学创作研究中心主任、博士生导师。出版文学著作数百部，代表作品《女儿的故事》。
- 俞天白，著名小说家，享受国务院特殊津贴。
- 褚君浩，中国科学院院士，毕业于上海师范学院物理系62级。
- 陈白桦，全国先进工作者、中国福利会少年宫主任。
- 龚如心，亚洲女首富、慈善家、企业家，前香港华懋集团主席。曾在上海师范大学中文系就读一个学期，后因病辍学。
- 胡敏，著名教育专家、新航道国际教育集团总裁兼校长、留英学者。曾任国际关系学院英语系副主任、硕士生导师，原新东方总裁兼校长。
- 唐盛昌，上海中学校长，上海市教育功臣
- 刘京海，闸北八中校长、中学特级校长、教心学科特级教师，2003年9月10日被评为“上海市教育功臣"，受到党和国家领导人李岚清、黄菊、陈至立等的褒奖和肯定。
- 张建中，香港城市大学前数学系系主任(1996-2002)、教授。师从“冯.诺依曼奖”获得者，国际著名的运筹学家A. Charnes。于2007年8月加入香港中文大学联合国际学院，现为香港城市大学科技和理工学部教授。
- 吴兆芬，中国戏剧家协会会员、上海戏剧家协会理事。
- 任仲伦，上影集团党委书记、总裁，上海电影制片厂厂长。
- 钮卫平，上海东方明珠（集团）股份有限公司总裁。
- 周艾钧，网宿科技股份有限公司总裁，深交所上市公司。
- 舒榕斌，上海外高桥集团公司总经理。
- 马春雷，中共上海嘉定区委书记，1989年毕业于上海师范大学政法系。
- 林乃华，中共上海金山区教育局党委书记。
- 祝学军，中共上海普陀区委常委、宣传部长。
- 吴永祥，山阳中学特级老师，得到国家教委、国家艺教委、上海市委、市人大、市政协的领导，以及日本、德国、澳大利亚学者的充分肯定和高度评价。
- 方杰，奥普控股集团（香港上市公司）董事会主席、杭州侨商协会会长。
- 谢月恒，张江生物医药基地开发有限公司副董事长、总经理。
- 张长东，上海武警总队副政委，大校警衔。
- 吴毅卫，上海市北印刷集团董事长兼总经理、党总支书记。
- 叶佩玉，全国模范教师、上海市教育功臣。
- 王志刚，中国中学校长工作研究会副会长，上海市教育学会高中教管委员会主任，上海市首届普教名校长培养基地主持人，曹杨二中校长。
- 史维澄，扎根边疆教育事业。
- 刘湘晨，中国作家协会会员，中国纪录片学术委员会理事，中国新疆电视台高级编辑、著名纪录片导演。
- 陆纯，上海美丽园大酒店有限公司董事长。
- 朱杰人，华东师范大学出版社社长。
- 宋振东，上海供销合作总社党委书记、董事长。
- 张育青，奉贤中学教育科研室副主任，04年全国“师德先进个人”、上海市首届“师德标兵”，06年上海市“五一”劳动奖章，07年上海市“劳动模范”，首批国家级、市级骨干教师，上海市“特级教师”。
- 徐文华，上海新黄浦酒店公寓总经理。
- 仇忠海，全国优秀教育工作者、上海市特级校长。
- 乔世伟，上海市首批特级校长，上世纪九十年代被评为“全国优秀教师”，2004年被评为上海市劳动模范，同年获“全国先进工作者”。
- 张庭，台湾著名影星，代表作《夜光神杯》,2011年6月上海师范大学美术学院硕士研究生毕业。
- 贾清，中国影星。